# Josef Průša (rektor)
Josef Průša (3. února 1939 Plzeň – 24. října 2024) byl český elektrotechnik a v letech 2004 až 2011 rektor Západočeské univerzity v Plzni. Za svou činnost získal řadu ocenění jako například Medaili MŠMT I. stupně, historickou pečeť města Plzně či vstup do Dvorany slávy hejtmana Plzeňského kraje.

## Život
Narodil se 3. února 1939 v Plzni. Zde absolvoval Mikulášské gymnázium a fakultu elektrotechnickou VŠSE. Po dokončení studia působil jako projektant v podniku Škoda. V únoru 1970 pak začal na VŠSE působit jako odborný asistent. V roce 1975 byl z politických důvodů nucen přejít mezi odborné pracovníky. Na škole též působil jako energetik a později jako bezpečnostní technik.
V roce 1990 byl jmenován docentem v oboru technická kybernetika a stal se kvestorem VŠSE. Ta byla v říjnu 1991 transformována v ZČU. Kvestorem byl do roku 1998, kdy se stal náměstkem ministra školství, mládeže a tělovýchovy pro vědu a vysoké školství. Na univerzitu se vrátil v roce 2003 a do svého jmenování rektorem působil v pozici kancléře univerzity.
V čele Západočeské univerzity se ocitl v roce 2004 a zůstal jím po dvě volební období. Během jeho prvního období bylo nově akreditovalo 13 studijních programů a ZČU se stala sedmou největší veřejnou vysokou školou v zemi. Taktéž se zvýšil počet zahraničních studentů a na všech fakultách byl akreditován alespoň jeden doktorský studijní program.
Rektorem byl i pro druhé volební období. To bylo poskvrněno kauzou na fakultě právnické. V pozici rektora jej nahradila v roce 2011 Ilona Mauritzová.
Zemřel 24. října 2024.